# Soma (jogo eletrônico)
Soma (estilizado como SOMA) é um jogo survival horror de ficção científica desenvolvido pela Frictional Games (mesma empresa de Amnesia: The Dark Descent). O seu lançamento ocorreu em 2015.
A história se passa em uma remota instalação de pesquisa subaquática que possui algumas máquinas com características humanas (como consciência). Simon Jarrett, um protagonista inicialmente desorientado, se vê perdido na instalação sob circunstâncias misteriosas e, imediatamente, inicia uma jornada para tentar entender o que aconteceu e a situação desfavorável em que ele se encontra. Nessa busca, Simon luta para entender seu passado e seu potencial futuro.
A jogabilidade de Soma se baseia nas convenções estabelecidas nos títulos de terror anteriores da Fictional Games, incluindo uma ênfase na evasão furtiva de ameaças, resolução de quebra-cabeças e imersão. No entanto, em uma ruptura com sua tradição, ela suprime aspectos como gerenciamento de inventário em favor de um maior foco na narrativa. Soma recebeu críticas positivas que aplaudiram sua história e dublagem, embora o projeto dos inimigos no jogo tenham recebido algumas críticas.

## Jogabilidade
Soma é um jogo em primeira pessoa onde o personagem principal não usará armas, tendo que contar com estratégias para sobreviver. Durante o jogo aparecerão monstros com características diferentes e o jogador deverá se adaptar a cada um deles.

## Enredo
Em 2015 Simon Jarrett sobrevive a um acidente de Carro, deixando sequelas em seu cérebro, sangramento craniano e matando sua amiga Ashley Hall. Devido as suas injúrias, Simon aceita participar de um experimento de tomografia sob o controle do estudante graduado David Munshi. Durante o escaneamento, Simon desmaia e recobra a consciência no Upsilon localizado em PATHOS-II, um centro de pesquisa de submarinos aparentemente abandonado. Ao explorar Upsilion, Simon estabelece conexão com uma mulher chamada Catherine Chun, que o convida para um local chamado Lambda, ao chegar lá, Catherine revela que ele acordou no ano de 2104, um ano após um cometa devastar a Terra, e deixar PHATOS-II como o último local da humanidade. Pelo caminho, Simon encontra robôs conscientes, que acreditam que são humanos, além de ter que se esconder de robôs hostis e mutantes.

## Desenvolvimento
Soma foi anunciado em 2010 e desde então seu desenvolvimento foi iniciado. Em abril de 2014 foi informado que o jogo será no fundo do oceano.

## Recepção
Soma foi bem recebido por parte da crítica especializada, com alguns a dizer que trata-se de um dos melhores games do gênero, principalmente por sua história ótima e imersão que o jogo proporciona. A versão do PC possui uma média agregada de 85/100, enquanto que no PlayStation 4, o jogo tem uma média agregada de 80/100 no Metacritic.

## Marketing
No site oficial do jogo Soma você encontrará uma série de vídeos criados para o jogo com atores reais contando um pouco da história do jogo. Além de vídeos a produtora disponibilizou alguns textos com pistas da história de Soma.